# Сальмеронсільйос
Сальмеронсільйос (ісп. Salmeroncillos) — муніципалітет в Іспанії, у складі автономної спільноти Кастилія-Ла-Манча, у провінції Куенка. Населення — 163 особи (2010).
Муніципалітет розташований на відстані близько 100 км на схід від Мадрида, 55 км на північний захід від Куенки.
На території муніципалітету розташовані такі населені пункти: (дані про населення за 2010 рік)
- Сальмеронсільйос-де-Абахо: 145 осіб
- Сальмеронсільйос-де-Арріба: 18 осіб

## Демографія
Динаміка населення (INE ):